# Vella Lavella

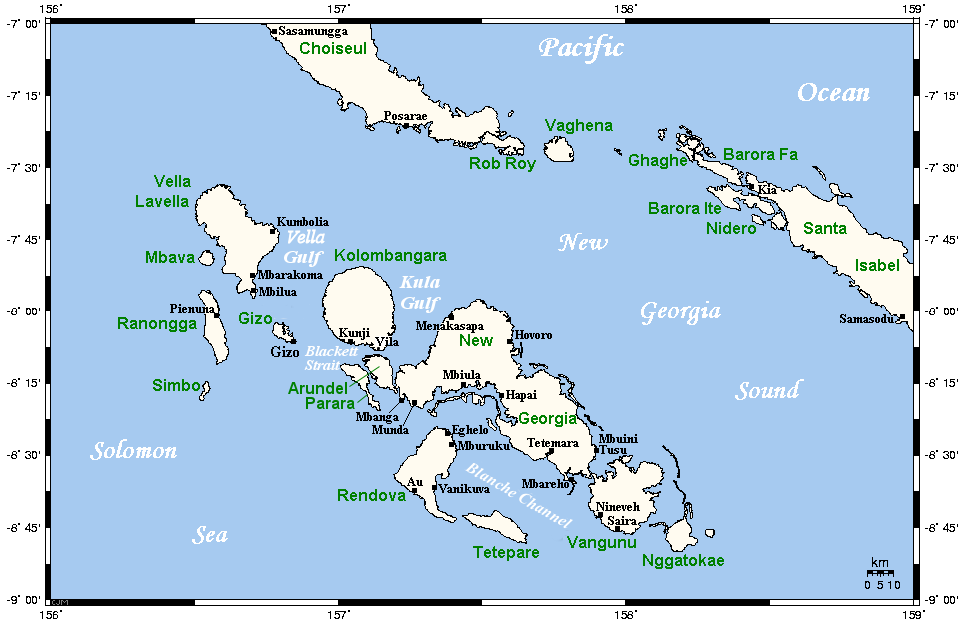
Nya Georgia Islands med Vella Lavella på övre vänstra hörnet.

Vella Lavella är en ö i Västprovinsen, Salomonöarna. Den är belägen väster om New Georgia men betraktas som en av öarna i New Georgia öarna. I väster ligger Treasury Islands.
Havet runt ön var platsen för sjöslaget vid Vella Lavella under andra världskriget.
Under andra världskriget var Vella Lavella hemmabas för VMF-214 ("Black Sheep," ledda av Gregory Boyington). För enkelhetens skull omdöpte TV-serien Baa, Baa, Black Sheep ön "Vella La Cava."
Google Earth bilder visar vad som kan vara resterna av Marines' airfield.

## Galleri

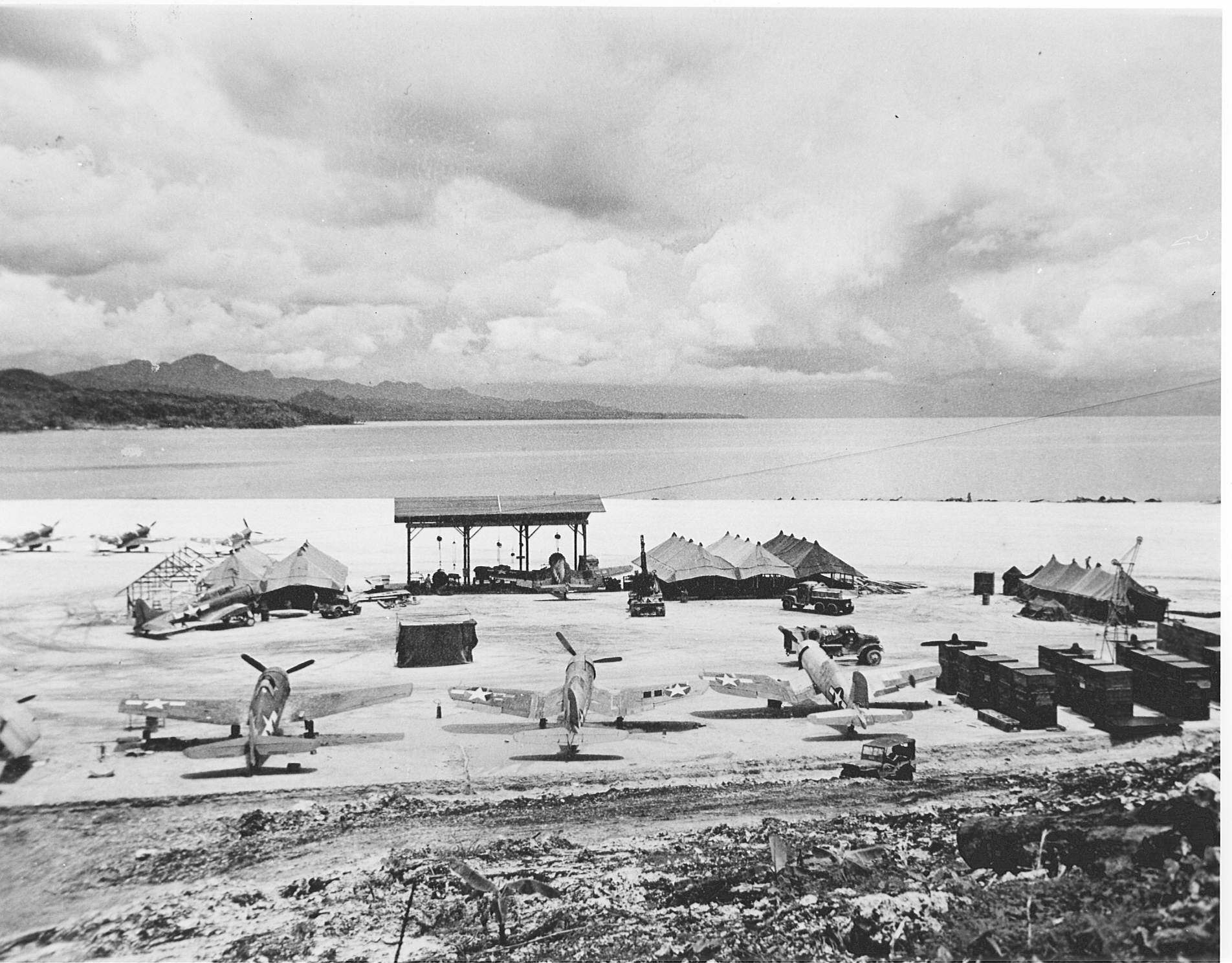
Taget den 10 december 1943. Detta foto visar Vought F4U-1 Corsair flygplan ur VMF-123 och VMF-124, Grumman F6F-3 Hellcats, en Douglas SBD Dauntless och RNZAF Curtiss Kittyhawk Mk.IV (P-40F) på den primitiva landningsbanan på Vella Lavella.
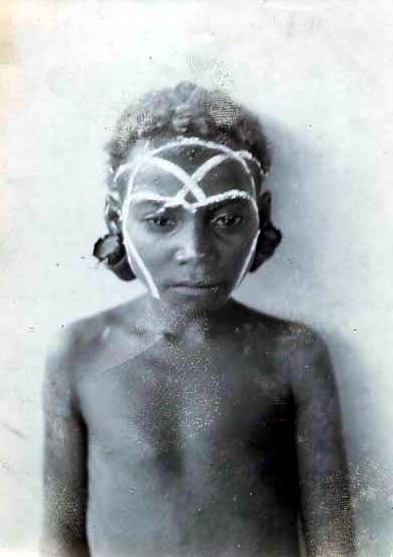
Vella Lavella-flicka med målat ansikte och skalprydnader, c. 1900.